# Лазерный ультразвук
Лазерная ультразвуковая диагностика — направление оптико-акустической диагностики, предполагающее генерацию ультразвука лазерным импульсом за счет оптико-акустического эффекта.

## Лазерная генерация ультразвука
Для генерации лазерного ультразвука используются импульсные лазеры (длительность импульса от десятков наносекунд до фемтосекунд) с достаточно высокой пиковой мощностью. Лазерное излучение поглощается в приповерхностном слое специальной среды, называемой оптоакустическим генератором, либо материале исследуемой среды. За счет поглощения электромагнитной энергии происходит кратковременное локальное нагревание вещества, его последующее расширение и релаксация этого возбуждения, что и приводит к генерации ультразвуковых волн (см. Оптоакустический эффект). При превышении некоторого порога мощности лазерного импульса происходит абляция материала генерирующей среды. Спектральный состав лазерного ультразвукового импульса определяется длительностью лазерного импульса, размером и формой пятна фокусировки лазерного излучения, а также свойствами генерирующей среды.

## Виды лазерной ультразвуковой диагностики
Методы лазерной ультразвуковой диагностики можно разделить на несколько видов. По наличию контакта между системой диагностики и исследуемым образцом - на контактную и бесконтактную. По методу приема ультразвуковых волн - на диагностику при помощи единичного приемного элемента и антенны приемных элементов.

### Контактный ультразвук
Прибор для контактной лазерной ультразвуковой диагностики имеет несколько конструктивных составляющих (рис.1): импульсный лазер; лазерный ультразвуковой преобразователь, включающий в себя оптоакустический генератор, приемный элемент и усилитель; система сбора и обработки данных. При использовании таких систем оператор должен прижимать преобразователь к обследуемому объекту, предварительно обеспечив иммерсионный контакт.
Для прикладных применений наиболее часто используются наносекундные лазеры, излучение от которых через оптическое волокно подводится к генератору. За счет оптоакустического эффекта происходит возбуждение ультразвука, который затем распространяется через материал образца. Возможно использование указанного типа систем при работе "на просвет" и "на отражение".
Основными преимуществами контактного лазерного ультразвука перед другими методами генерации состоит в том, что звуковой сигнал является коротким, широкополосным и апериодическим, не имеющим боковых лепестков. Это обеспечивает высокое продольное разрешение, высокую чувствительность измерений. В силу того, что генерация и прием в методе лазерного ультразвука разделены, при использовании этого метода нет проблемы "мертвой зоны", характерной для ультразвука, генерируемого и регистрируемого пьезоэлектрическими преобразователями.

### Бесконтактный ультразвук
Ультразвуковые волны можно детектировать при помощи ряда оптических методов. Большинство из них использует лазеры с непрерывным излучением, либо с достаточно большой длительностью импульсов. Все оптические методы в той или иной степени основаны на интерферометрии.
Принципиальная схема бесконтактной лазерной ультразвуковой диагностики состоит в следующем. В одну точку на поверхности объекта фокусируют два лазера - импульсный и непрерывный. Импульсное лазерное излучение за счет оптико-акустического эффекта вызывает генерацию ультразвуковых волн в области у поверхности, которые в дальнейшем распространяются в толщу объекта. Непрерывный лазер работает в режиме интерферометра - измеряется разность фаз между электромагнитными опорной волной и волной, отраженной от поверхности объекта. Изменение разности фаз обусловлено локальным колебанием поверхности объекта, вызванным прохождением ультразвуковых волн. Таким образом, основное преимущество бесконтактного метода состоит в возможности его применения для диагностики в агрессивных средах, при высоких температурах и др. Однако, обеспечиваемое разрешение и соотношение сигнал/шум ниже, чем в случае использования контактного метода.

## Применения лазерной ультразвуковой диагностики
В последнее время контактный лазерный ультразвук нашел наибольшее применение в задачах неразрушающего контроля и исследования структуры материалов и технологических изделий. Все применения строятся на анализе информации о времени прихода зарегистрированного импульса, амплитуде импульса, его длительности, а также на основе анализа спектров. Далее приведены задачи, решаемые с использованием лазерного ультразвука, которые одновременно встречают затруднения при применении других методов.

#### Апериодическая форма сигнала.
- Нахождение мелких дефектов.
- Определение толщин с высокой точностью.
- Прецизионное измерение скорости ультразвуковых волн.
- Прецизионное измерение упругих модулей твердых тел.
- Определение распределения остаточных напряжений в материалах.
- Определение зернистости металлов.

#### Высокое продольное разрешение.
- Обнаружение микротрещин.
- Диагностика слоистых материалов (например, композитных), измерение пористости и повреждений структуры.
- Определение качества адгезии.

#### Отсутствие "мертвой зоны"
- Тестирование толщин покрытий.
- Диагностика нарушений покрытий и верхних слоев.
- Диагностика клеевых соединений между покрытием и подложкой.

Бесконтактному ультразвуку на настоящий момент было найдено применение в металлургии. С его помощью, например, производится контроль толщины металла при горячем прокате, контроль профиля бесшовных стальных труб в процессе горячей прокатки.